# 石坂巌
石坂巖（いしざか いわお、「巖」が正字。1921年3月28日-2006年12月28日）は、日本の経営学者。学位は、経済学博士（慶應義塾大学・論文博士・1969年）。
群馬県高崎市生まれ。父は石坂実（元高崎商工会議所会頭）、実弟は石坂謙三（東北大学卒、国立電気通信大学名誉教授）。慶応義塾大学元商学部長で経済学博士の小島三郎は義弟。慶応義塾大学名誉教授で法学博士の阿久澤亀夫は妻方の縁戚。

## 略歴
1941年国立大阪大学外国語学部の前身国立大阪外国語学校ドイツ語科卒。1944年慶應義塾大学経済学部卒。1948年慶應義塾大学経済学部助手、1958年慶應義塾大学商学部専任講師、61年助教授、67年教授。69年「経営社会政策論の成立」で経済学博士、同年義塾賞受賞。73年慶應義塾大学院社会学研究科委員、77-79年慶大商学部学部長、商学研究科委員長、83年初代慶應義塾福澤研究センター所長、86年定年、名誉教授。常磐大学人間科学部授教授。専門はマックス・ヴェーバー、経営社会学。
他
- 1975～79、1982～83、1987～不明.日本労務学会常任理事
- 1979～81[財団法人大学基準協会単位認定研究委員会委員
- 1980～82.厚生省社会福祉施設運営改善検討委員

### 単著
- 『経営社会政策論の成立 巨大経営組織と機械化労動の問題』有斐閣 商学研究叢書 1968
- 『経営社会学の系譜 M.ウェーバーをめぐって』木鐸社 1975
- 『知の定点』木鐸社 1984
- 『人間化の経営学』勁草書房 1992
- 『文明のエトス』河出書房新社 1995
- 『福澤諭吉理念の原点 自立はアリの門人なり』労務行政研究所 2005

### 編著
- 『社会科学への発想』編 三一書房 1983
- 『マックス・ヴェーバーと日本』みすず書房1990年
- 『文明の実業人 井坂直幹と近代的経営のエトス』編 巌書房 1997
- 『経営システムの日本的展開 その現状と課題』編著 創成社 1998

### 翻訳
- A.シェルティング『ウェーバー社会科学の方法論 理念型を中心に』れんが書房新社 1977
- ダーレンドルフ『経営社会学』共訳 三嶺書房 1985
記念論文集
- 『「近代」とその開削 政治・経営・文化 石坂巌教授退任記念論文集』飯岡秀夫,宮本純男編 清水弘文堂 1987